# Sant Quirze del Vallès
Sant Quirze del Vallès – gmina w Hiszpanii, w prowincji Barcelona, w Katalonii, o powierzchni 14,46 km². W 2011 roku gmina liczyła 18 994 mieszkańców.